# Sierpowo (Grande-Pologne)
Pour les articles homonymes, voir Sierpowo.
Sierpowo (prononciation : [ɕerˈpɔvɔ]) est un village polonais de la gmina de Śmigiel dans le powiat de Kościan de la voïvodie de Grande-Pologne dans le centre-ouest de la Pologne.
Il se situe à environ 6 kilomètres au sud-est de Śmigiel (siège de la gmina), à 15 kilomètres au sud-ouest de Kościan (siège du powiat) et à 54 kilomètres au sud-ouest de Poznań (capitale régionale).

## Histoire
De 1818 à 1920, Zirpe fait partie de l'arrondissement de Kosten puis à partir de 1887, de l'arrondissement de Schmiegel dans le district de Posen au sein de la province de Posnanie.
De 1975 à 1998, le village faisait partie du territoire de la voïvodie de Leszno.

Depuis 1999, Sierpowo est situé dans la voïvodie de Grande-Pologne.